# اتفاقية التجارة الحرة بين باكستان وتركيا

اتفاقية التجارة الحرة بين باكستان وتركيا هي اتفاقية تجارة حرة قيد التفاوض بين باكستان وتركيا.
تم اتخاذ قرار بدء مفاوضات حول اتفاقية تجارة حرة ثنائية شاملة تغطي تجارة السلع والخدمات والاستثمار في الجلسة الرابعة لمجلس التعاون الاستراتيجي الرفيع المستوى في العاصمة الباكستانية إسلام أباد في فبراير 2015. بدأت مفاوضات اتفاقية التجارة الحرة في العاصمة التركية أنقرة في أكتوبر 2015. خلال المفاوضات التي عقدت بين 29 و31 أغسطس في إسلام آباد، اتفق البلدان على إلغاء 85 ٪ من الرسوم الجمركية.
من المتوقع أن تزيد اتفاقية التجارة الحرة التجارة الثنائية إلى 5 مليارات دولار بين عامي 2016 و2019 ثم إلى 10 مليارات دولار بحلول عام 2022. كان من المتوقع توقيع اتفاقية التجارة الحرة بين البلدين قبل نهاية عام 2016. دعمت رابطة الصناعيين ورجال الأعمال الأتراك وغرفة تجارة وصناعة كراتشي اتفاقية التجارة الحرة.